# Tharandt
Tharandt es una localidad del distrito de Suiza Sajona-Montes Metálicos Orientales, estado federado de Sajonia, Alemania. Se encuentra a orillas del Wilde Weißeritz (afluente del río Weißeritz), al suroeste de Freital (5 km) y Dresde (13 km), este de Freiberg (18 km), sur de Meißen  (22 km) y noroeste de Dippoldiswalde. Cuenta con algo más de 5.000 habitantes. La primera mención documentada de la villa data de 1216. Es conocida por ser la sede de la Forstliche Hochschule Tharandt, la academia de Montes más antigua de Alemania, fundada en 1811 por el silvicultor Heinrich Cotta y en la actualidad dependiente de la Technische Universität Dresden. Las inundaciones europeas de 2002 dañaron seriamente algunos de los edificios de la institución, afectando a algunos libros de más de cinco siglos de antigüedad. Tharandt es un destino turístico popular en los alrededores.

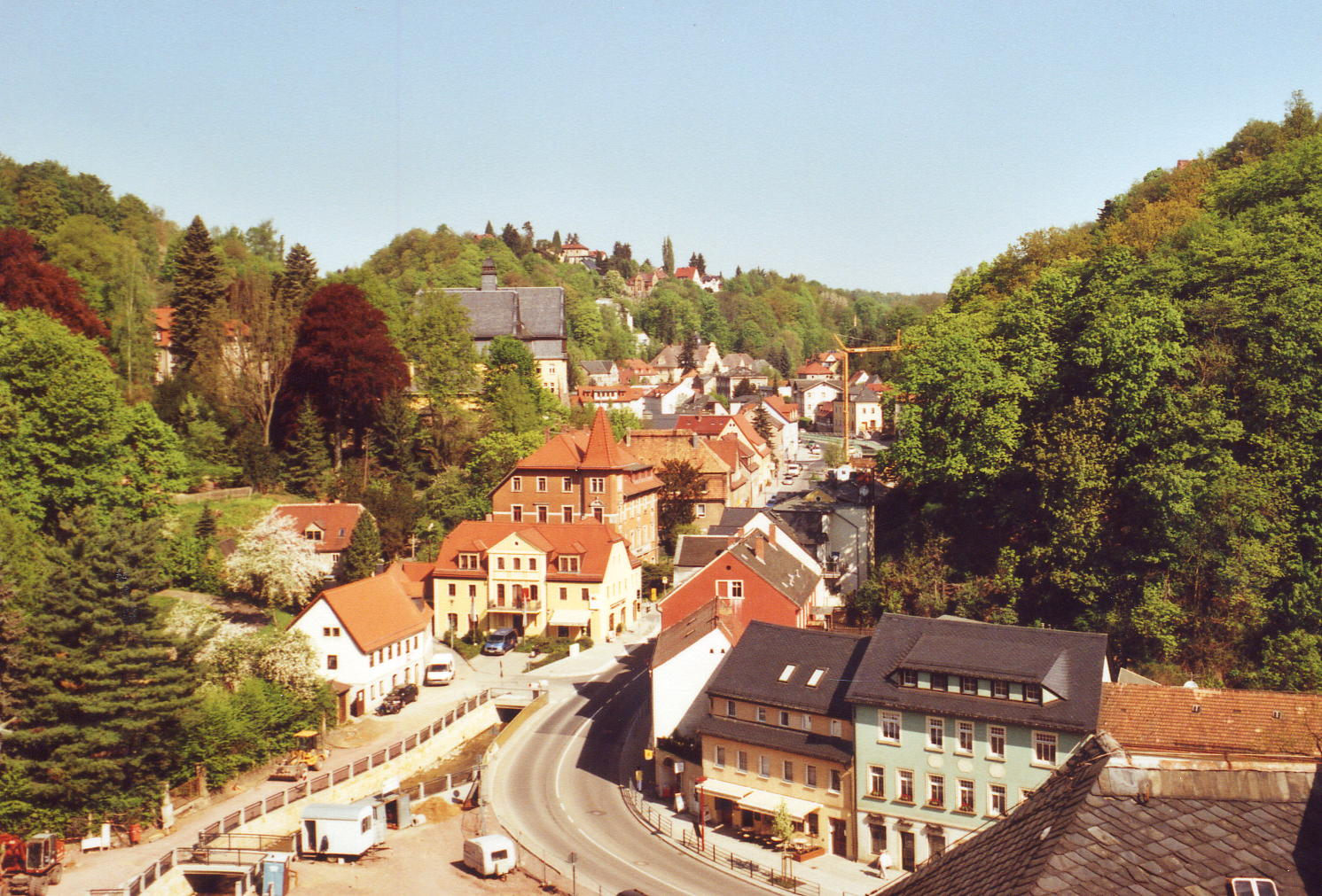
Imagen de Tharandt.